# Lluís de Lorena II d'Angulema
Lluís de Lorena o de Guisa, duc de Joyeuse, duc d'Angulema (com Lluís II) i príncep de Joinville, nascut l'11 de gener de 1622, mort a París el 24 de setembre de 1654, va ser duc de Joyeuse de 1647 a 1654 i príncep de Joinville el 1654. Era fill de [Carles I, duc de Guisa, i d'Enriqueta Caterina de Joyeuse.
Va rebre el càrrec de Gran-Camarlenc de França el 1644. La seva mare li va cedir el ducat de Joyeuse el 1647 i després el principat de Joinville el 1654. Es va casar a Toló el 3 de novembre de 1649 amb Maria Francesca de Valois (1631 † 1696), duquessa d'Angulema, filla de Lluís Manel de Valois, duc d'Angulema, i d'Enriqueta de la Guiche; per aquest matrimoni fou consort usufructuari dels dominis de l'esposa per carta reial de 1653. Va estar present en la batalla de Gravelines i al setge d'Arràs en el transcurs del qual va ser ferit el 22 d'agost de 1654.
Del seu matrimoni amb Maria Francesca de Valois duquessa d'Angulema, comtessa de Ponthieu, Lauraguès i Alais va tenir:
- Lluís Josep de Guisa (1650 † 1671), duc de Guisa i de Joyeuse, príncep de Joinville
- Caterina Enriqueta (1651 † 1656)

A la seva mort l'esposa va conservar l'usdefruit que tenia vitalíciament sobre els seus dominis propis, però no es van transmetre als hereus que només van rebre els dominis paterns en plena propietat.